# Стюарт, Род
Сэр Родерик Дэвид «Род» Стюарт (англ. Roderick David "Rod" Stewart, род. 10 января 1945 года) — британский певец и автор песен, получивший известность сначала в The Jeff Beck Group, затем в The Faces. Наибольшего успеха Род Стюарт добился на сольном поприще, в основном в Великобритании, где 7 его альбомов поднимались на первое место UK Albums Chart, а из 62 хит-синглов 22 входили в первую десятку. В списке журнала Q «100 величайших певцов» (англ. 100 Greatest Singers) Род Стюарт занимает 33-е место.
Бывшая жена Рэйчел Хантер. Женат на Пенни Ланкастер. Имеет восьмерых детей.

## 1960-е годы
Род Стюарт родился в Хайгейте (Северный Лондон) в семье Роберта и Элзи Стюартов, супружеской четы, незадолго до рождения младшего сына переехавшей в британскую столицу из Шотландии. В возрасте одиннадцати лет Стюарт впервые взял в руки гитару, но посвятить себя музыке решился не сразу: в начале 60-х годов он всерьез рассматривал возможность стать профессиональным футболистом — в частности, некоторое время играл за юношеский состав клуба «Брентфорд» (Западный Лондон). Лишь отработав несколько лет на кладбище могильщиком, Стюарт решил заняться музыкой и вместе с фолк-исполнителем Уиззом Джонсом отправился путешествовать по Европе (из Испании их депортировали как бродяг). Летом 1962 года Стюарт стал одним из основателей (и вокалистом) группы The Ray Davies Quartet, позже превратившейся в The Kinks.
В 1964 году Стюарт присоединился к бирмингемской группе Jimmy Powell & the Five Dimensions, с которой провёл британское турне и выпустил один сингл. В те годы Стюарт подрабатывал и сессионным музыкантом: его соло на губной гармонике звучит в «My Boy Lollipop», хит-сингле Милли Смолл 1963 года.
Услышав Стюарта музицирующим на улице, Лонг Джон Болдри пригласил его в The Hoochie Coochie Men — группу, которая в 1964 году записала сингл «Good Morning Little Schoolgirl», а после того, как он не попал в чарты, превратилась в Steampacket (Стюарт, Болдри, Джули Дрисколл, Брайан Оугер, Микки Уоллер, Рик Браун). В 1965 году Род снялся в документальном фильме Би-би-си о мод-культуре, после чего получил прозвище Rod The Mod. Тогда же группа провела совместное турне с The Rolling Stones. Материал, записанный в эти дни, вышел лишь в 1970 году, когда экс-вокалист группы стал уже почти знаменитостью.
В 1966 году Steampacket распались и Стюарт перешёл в Shotgun Express (где играли Мик Флитвуд и Питер Грин, позже образовавшие Fleetwood Mac), группу, которая успела выпустить лишь один сингл. Отсюда Стюарт перешёл в состав The Jeff Beck Group, первый же альбом группы Truth (выпущенный в ноябре 1968 г.) стал хитом по обе стороны Атлантики, Несмотря на то, что и второй альбом группы Beck-Ola имел немалый успех, в 1969 году этот коллектив прекратил своё существование. Стюарт не раз говорил, что его вокальный стиль, сценические манеры, фразеология сформировались в группе Джеффа Бека и под его влиянием.

## Сольная карьера и альбомы The Faces (1969—1976)
В 1969 году, проигнорировав предложение от Cactus, Стюарт вместе с Роном Вудом (приятелем Джеффа Бека) решил присоединиться к The Faces, одновременно подписав сольный контракт с Mercury Records, где и вышел вскоре его дебютный альбом An Old Raincoat Won’t Ever Let You Down — мелодичная, но нестандартная смесь рока, фолка и кантри.
По мере того, как The Faces набирали обороты в Британии, Стюарт продолжал записываться соло: за коммерчески успешным вторым альбомом Gasoline Alley (1970), в котором аранжировки усложнились, а звук очистился, обогатившись новыми элементами, в частности, мандолиной, последовали самостоятельные гастроли с «заездом» в Австралию, где он спел с Python Lee Jackson (сингл «In a Broken Dream», записанный в 1970 году, стал хитом два года спустя).
Прорывными для Стюарта стали следующий, третий сольный альбом Every Picture Tells a Story и мега-хит из него под названием «Maggie May» — трогательная и смешная (отчасти автобиографическая) история о школьнике, которому подружка мамы «помогает» с утратой невинности. Альбом и сингл (партию мандолины в котором исполнил Рэй Джексон из Lindisfarne) одновременно возглавили чарты в США и Британии. По словам музыкального критика (Stephen Thomas Erlewine), «это прекрасный альбом, обладающий вечными качествами лучшего фолка, но при этом звучащий сильнее, чем большая часть поп-музыки — немногие рок-альбомы настолько мощны и богаты.»
Сольный успех Стюарта подхлестнул повсеместный интерес к The Faces, но даже несмотря на успех сингла «Stay With Me» стало ясно, что дни группы сочтены. Стюарт относился к работе в ней с полным небрежением, при этом с величайшей тщательностью полируя каждый звук сольных записей. Исторически, впрочем, это пошло The Faces на пользу: их раскрепощенный, грубый рок-н-ролл произвел сильное впечатление на нарождавшееся поколение будущих панков: в частности, Стив Джонс из The Sex Pistols называл группу в числе тех, что сформировали его музыкальное мировоззрение.
Завершив гастроли с The Faces, где внутренние разногласия достигли своего апогея, в июле 1972 года Стюарт выпустил свой четвёртый сольный альбом Never a Dull Moment. Этот альбом, практически скопировавший стилистическую «формулу» своего предшественника, был встречен «на ура» критикой и вывел в чарты хит-сингл «You Wear It Well» (#13 в США, #1 в Британии). Это и был звёздный час Рода Стюарта. Вот что писал о его ранней карьере восемь лет спустя журнал Rolling Stone:

В истории рок-н-ролла можно по пальцам пересчитать исполнителей, которые бы обладали таким разносторонним, уникальным талантом… Автор, умевший просто и со вкусом рассказать непростую историю, причем сделать это с чудесным юмором и обезоруживающей самоиронией, Род Стюарт обладал редким даром замечать мельчайшие детали, а главное — голосом, благодаря которому эти детали тут же обретали вечную жизнь… Если и существовал в истории рок-н-ролла автор, который заслуживал бы звания Народного артиста, то имя этому автору — Род Стюарт.— Rolling Stone

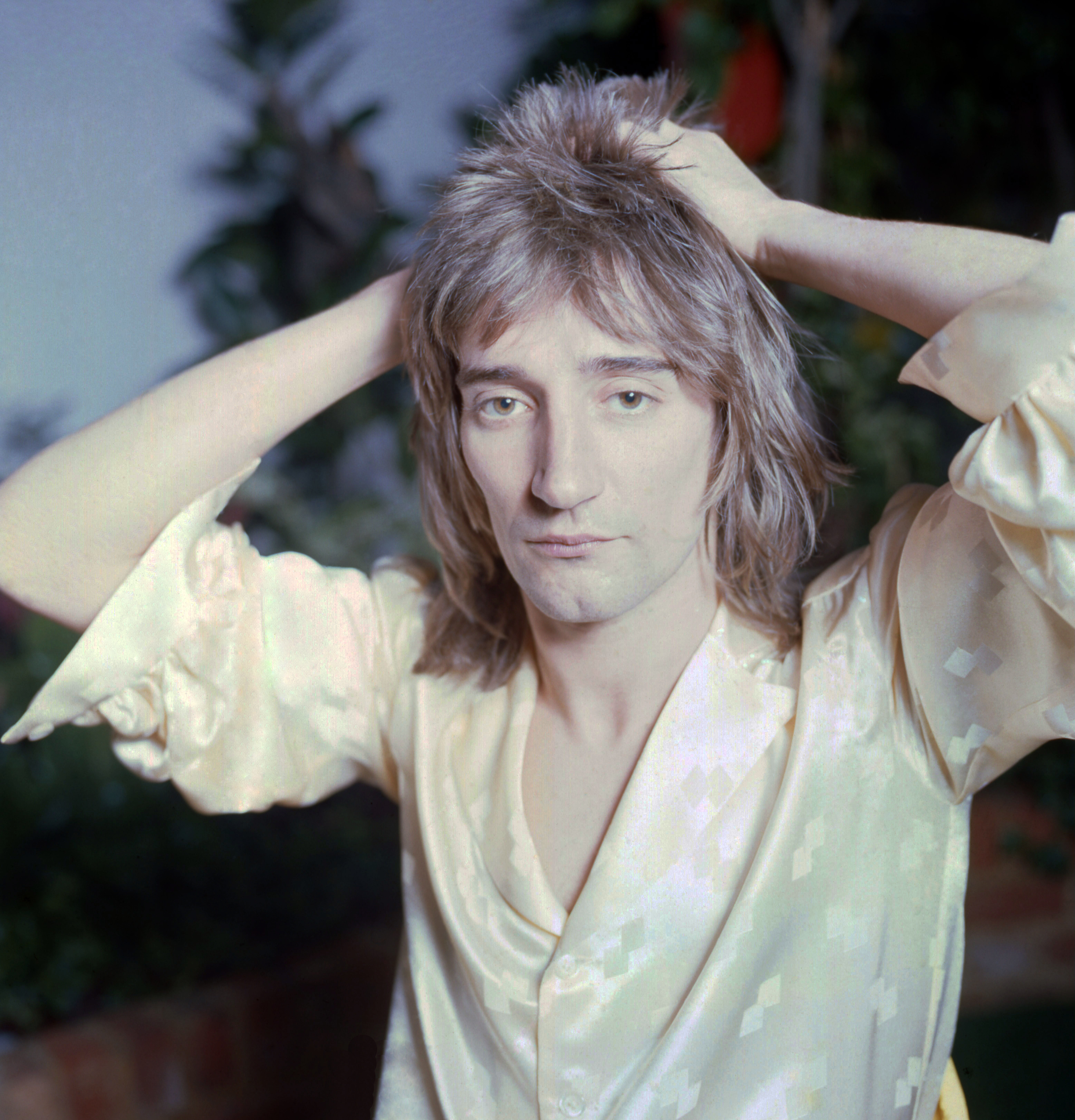
Род Стюарт, 1972 год.

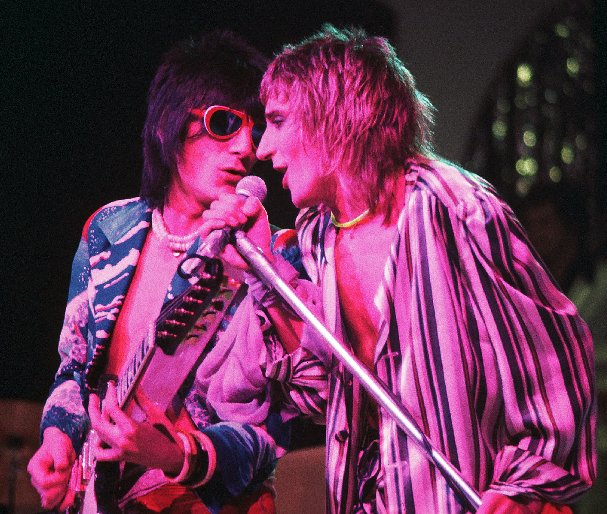
Стюарт (справа) и Ронни Вуд (слева) на концерте The Faces, 1975 год.

В марте 1973 года группа The Faces выпустила свой четвёртый Ooh La La, который несмотря на успех и #1 в UK Albums Chart, стал последним в карьере группы. Вопреки ожиданиям, Стюарт, освободившись от дополнительных обязательств, связанный с группой, не взмыл к вершинам творческого успеха: его пятый сольный альбом Smiler (1974) несмотря на кассовый успех был с недоумением встречен критикой и считается сейчас слабейшим из его альбомов 1970-х годов.

После выхода сборника The Best Of Rod Stewart Стюарт перешёл с лейбла Mercury Records на Warner Bros. Records, а вскоре (увлеченный моделью Бритт Экланд и собственным конфликтом с британскими налоговыми службами) перебрался в США. Успехи синглов «Sailing», «Tonight’s The Night» и «The Killing Of Geogie» (первый — из Atlantic Crossing, два других из A Night on the Town) ознаменовали возвращение Стюарта к прекрасной творческой форме.

The Killing Of Geogie: вот вещь, которой я горжусь по сей день. Потому что в те годы эту тему все старались обходить стороной. Песня рассказывает об убийстве гомосексуалиста, очень привлекательного темнокожего парня, который приносил нам в The Faces потрясающие синглы, редкие соул-вещи. Как на самом деле звали его, я даже не знаю, но все остальное в песне — чистая правда. — Род Стюарт, Q magazine, январь 2007 года, My Brilliant Career.

Сингл «First Cut Is The Deepest» (композиция Кэта Стивенса, также из A Night on the Town) стал хитом по обе стороны Атлантики, но в Британии приобрел скандальную известность, поскольку именно с его помощью, по общему мнению, была искусственно придержана на 2-м месте списков «Anarchy In The UK» (The Sex Pistols).

## 1977 — настоящее время
Альбом Foot Loose & Fancy Free (1977) был выполнен по той же формуле, что и A Night on the Town (синглы You’re In My Heart, Hot Legs и I Was Only Joking из него стали хитами), но в имидже Стюарта появились элементы глэма: он стал использовать косметику, искусственно подчеркивать свою сексуальность в одежде.
Успех Blondes Have More Fun (также поднявшегося в США до первого места и разошедшегося общим тиражом в 14 миллионов) и особенно диско-хита «Da Ya Think I’m Sexy?», возглавившего хит-парады Англии и США, окончательно восстановил против него рок-критику.
Никогда ещё исполнитель, столь щедро одаренный природой, как Род Стюарт, не продавал собственный талант столь дёшево. Ещё недавно он был воплощением страстности и искренности в рок-н-ролле; теперь превратился в самопародию, не заметив, как чувственность подменилась сентиментальностью, сексуальность — флиртом, загадочность — позерством. — Rolling Stone, Грэйл Маркус, «Illustrated History Of Rock & Roll», 1980.
Позже, в ретроспективе, музыкальная критика резко изменила отношение к этому периоду творчества Стюарта, признав, что здесь имелись свои моменты истинного вдохновения. Сам Стюарт защищал и «Da Ya Think I’m Sexy?», утверждая, что текст написан от третьего лица, является ироническим и ничего общего с изменением его личного мировоззрения не имеет. (Позже он отдал авторский гонорар в фонд ЮНЕСКО и не раз исполнял этот хит на благотворительных концертах).
Альбомы Foolish Behaviour (с синглом «Passion») и Tonight I'm Yours (с синглом «Young Turks») ознаменовали переход Стюарта к более нововолновому звучанию (здесь заметно влияние синтпопа), однако эксперименты продолжались недолго. Период с 1982 по 1988 годы в карьере Стюарта принято считать упадническим. Чарттоппер «Baby Jane» стал одним из всего лишь трех синглов, становившихся в эти годы хитами. Реюнион с Джеффом Беком (сингл «People Get Ready», композиция Кёртиса Мэйфилда) оказался краткосрочным. В числе наивысших достижений этих лет — выступление Стюарта на фестивале Rock 'n Rio в январе 1985 года. Сам он своё выступление сравнил в победой на футбольном чемпионате мира.
Альбом Out Of Order, записанный продюсерами Энди Тейлором (Duran Duran) и Бернардом Эдвардсом (Chic) вернул Стюарта в чарты: хитами стали «Forever Young» («бессознательный» кавер дилановской композиции: позже они договорились о разделе авторских) и «Lost In You». Южноамериканское турне Стюарта 1989 года (с использованием светового шоу стоимостью около миллиона долларов) проходило в атмосфере массовой истерии, напоминавшей пик битломании: певца повсюду окружали толпы людей, и полиции приходилось использовать пожарную технику, чтобы спасать фанатов от перегревания.
В 1990 году сингл «Downtown Train» (композиция Тома Уэйтса, включенная Стюартом в бокс-сет Storyteller) поднялся в США до 2-го места. В десятку поднялись также «Rhythm Of My Heart» и «Motown Song» из альбома Vagabond Heart. Британским хитом стал дуэт Стюарта с Тиной Тёрнер «It Takes Two».
За ним два года спустя последовал чарттоппер «All for Love»: песня из кинофильма «Три мушкетера», записанная со Стингом и Брайаном Адамсом.
Также в 1993 году Стюарт пригласил Рона Вуда для участия в записи на MTV Unplugged: выступление было высоко оценено критикой, особенно «Handbags And Gladrags», «Cut Across Shorty», а также все четыре вещи из «Every Picture Tells a Story». Отсюда же синглом была выпущена версия Have I Told You Lately Вэна Моррисона, вошедшая в первую десятку «Биллборда». Сам альбом Unplugged в США поднялся до 2-го места. Год спустя Стюарт был введен в Зал славы рок-н-ролла, а в канун Нового года дал концерт на «Копакабана» в Рио, собравший рекордную аудиторию в 3,5 миллиона человек.

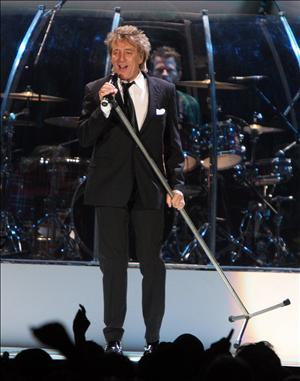

В 1995 году американским хитом стал сингл «Leave Virginia Alone» (композиция Тома Петти из альбома A Spanner In The Works. Три года спустя When We Were The New Boys (сборник кавер-версий брит-попа) поднялся в Англии до 2-го места. В 2000 году певец покинул Warner Bros. и подписал контракт с Atlantic Records, однако выпущенный здесь альбом Human успеха не имел, рекорд-компания выразила по этому поводу неудовольствие и Стюарт перешёл на J Records, новый лейбл Клайва Дэвиса. Промоушн-тур оказался скомканным из-за того, что у Стюарта был обнаружена опухоль щитовидной железы. Зато хитом в Европе стал сборник The Story So Far: The Very Best Of, в котором были собраны лучшие вещи, выпускавшиеся Warner Bros. Песня «Handbags And The Gladrags» стала основной темой кинокомедии «The Office».
В 2002 году Род Стюарт выпустил It Had To Be You … первый альбом из серии The Great American Songbook, в которой он взялся последовательно перепевать самые знаменитые джазовые стандарты 1930-60-х годов XX века. Все четыре альбома имели огромный коммерческий успех в разных странах мира, но музыкальной критикой были оценены сдержанно. В числе хит-синглов, отсюда вышедших — «These Foolish Things», «They Can’t Take That Away From Me», «Bewitched, Bothered And Bewildered» (дуэт с Шер), «Time After Time», «What A Wonderful World» . В 2005 году на Mercury Records вышел сборник Gold, куда вошли песни из альбомов 1969—1974 года, в том числе значительное число кавер-версий.
19 октября 2010 года Стюарт выпустил альбом Fly Me to the Moon... The Great American Songbook Volume V на лейбле J Records . Альбом поднялся до #4 в чартах Канады и Австралии.
23 июня 2015 года Стюарт объявил о выпуске нового альбома Another Country. Он был доступен для скачивания и вышел 23 октября того же года. На первый сингл из этого альбома «Love Is» было снято видео, которое доступно на Vevo.
Записал вместе с Джо Уолшем вокальные партии в альбоме Фрэнки Миллера Frankie Miller's Double Take, который был выпущен 30 сентября 2016 года.
28 сентября 2018 года на лейбле Republic Стюарт выпустил свой тридцатый студийный альбом Blood Red Roses.

## Дискография
| Сольные альбомы |
| --- |
| An Old Raincoat Won’t Ever Let You Down (The Rod Stewart Album в США) - 13 февраля 1970 года (UK), ноябрь 1969 (US) - #139 (US) - Сингл: «Handbags & Gladrags»                                                             |
| Gasoline Alley - 11 сентября 1970 года (UK), июнь 1970 (US) - #27 (UK), #62 (US) - Сингл: «It’s All Over Now» |
| Every Picture Tells a Story - 9 июля 1971 года (UK), май 1971 (US) - #1 (6 недель) (UK), #1 (4 недели) (US) - Синглы: «Reason To Believe», «Maggie May», «(I Know) I’m Losing You»                                         |
| Never a Dull Moment - 21 июля 1972 (UK), июль 1972 (US) - #1 (2 недели) (UK), #2 (US) - Синглы: «You Wear It Well», «Angel», «Twistin' The Night Away»                                                                     |
| Sing It Again Rod - Сборник - Август 1973 (UK), июнь 1973 (US) - #1 (3 недели) (UK), #31 (US) |
| Smiler - Октябрь 1974 года (UK, US) - #1 (2 недели) (UK), #13 (US) - «Mine For Me», «Farewell» |
| Atlantic Crossing - Август 1975 года (UK, US) - #1 (7 недель) (UK), #9 (US) - Синглы: «Sailing», «This Old Heart Of Mine», «I Don’t Want To Talk About it»                                                                 |
| A Night on the Town - Июнь 1976 года (UK, US) - #1 (2 недели) (UK), #2 (US) - Синглы: «Tonight’s The Night (Gonna Be Alright)», «The Killing Of Georgie», «The First Cut Is The Deepest»                                   |
| Foot Loose & Fancy Free - Ноябрь 1977 года (UK, US) - #2 (US), #3 (UK) - Синглы: «You’re In My Heart (The Final Acclaim)», «Hot Legs», «I Was Only Joking»                                                                 |
| Blondes Have More Fun - Ноябрь 1978 года (UK), декабрь 1978 года (US) - #1 (3 недели) (US), #3 (UK) - Синглы: «Da Ya Think I’m Sexy?», «Ain’t Love A Bitch», «Blondes Have More Fun»                                       |
| Foolish Behaviour - Ноябрь 1980 года (UK, US) - #4 (UK), #12 (US) - Синглы: «Passion», «My Girl», «Somebody Special» |
| Tonight I'm Yours - Октябрь 1981 года (UK, US) - #8 (UK), #11 (US) - Синглы: «Young Turks», «Tonight I’m Yours (Don’t Hurt Me)», «How Long»                                                                                |
| Absolutely Live - Концертный альбом - Октябрь 1982 года (UK, US) - #35 (UK), #46 (US) |
| Body Wishes - Май 1983 (UK), June 1983 (US) - #5 (UK), #30 (US) - Синглы: «Baby Jane», «What Am I Gonna Do (I’m So In Love With You)», «Sweet Surrender»                                                                   |
| Camouflage - Июнь 1984 (UK, US) - #8 (UK), #18 (US) - Синглы: «Infatuation», «Some Guys Have All The Luck», «All Right Now»                                                                                                |
| Every Beat Of My Heart («Rod Stewart» — в США) - Июнь 1986 (UK, US) - #5 (UK), #28 (US) - Синглы: «Love Touch», «Another Heartache», «Every Beat Of My Heart»                                                              |
| Out Of Order - Май 1988 (UK, US) - #11 (UK), #20 (US) - Синглы: «Lost In You», «Forever Young», «My Heart Can’t Tell You No», «Crazy About Her»                                                                            |
| Vagabond Heart - Март 1991 (UK), (US) - #2 (UK), #10 (US) - Синглы: «It Takes Two», «Rhythm Of My Heart», «The Motown Song», «Broken Arrow», «Have I Told You Lately»                                                      |
| Unplugged…and Seated - Концертный альбом - Май 1993 (UK, US) - #2 (US), #2 (UK) - Синглы: «Have I Told You Lately», «Reason To Believe», «Having A Party», «People Get Ready»                                              |
| A Spanner In The Works - Май 1995 (UK), Июнь 1995 (US) - #4 (UK), #35 (US) - Синглы: «You’re The Star», «Leave Virginia Alone», «This», «Lady Luck», «Purple Heather»                                                      |
| When We Were The New Boys - Июнь 1998 (UK, US) - #2 (UK), #44 (US) - Синглы: «Ooh La La», «Rocks» |
| Human - Март 2001 (UK), февраль 2001 (US) - #9 (UK), #50 (US) - Синглы: «Run Back Into Your Arms», «I Can’t Deny It», «Don’t Come Around Here»                                                                             |
| It Had To Be You: The Great American Songbook - Октябрь 2002 (UK, US - Chart Positions: #4 (US), #8 (UK) - RIAA Certification: 2xPlatinum (18/11/03) - Синглы: «These Foolish Things», «They Can’t Take That Away From Me» |
| As Time Goes By: The Great American Songbook 2 - Октябрь 2003 (UK, US) - #2 (US, UK) - Синглы: «Time After Time», «Bewitched, Bothered And Bewildered»                                                                     |
| Stardust: The Great American Songbook 3 - Октябрь, 2004 (UK, US) - #1 (US), #3 (UK) - Синглы: «What A Wonderful World», «Blue Moon», «Baby It’s Cold Outside»                                                              |
| Thanks For The Memory: The Great American Songbook 4 - Октябрь 2005 (UK, US) - #2 (US), #3 (UK) - Синглы: «I’ve Got A Crush On You», «I’ve Got My Love To Keep Me Warm»                                                    |
| Still The Same… Great Rock Classics Of Our Time - Октябрь 2006 (UK, US) - #1 (US), #4 (UK) - Сингл: «Have You Ever Seen The Rain?»                                                                                         |
| Time - 7 мая 2013 |
| Another Country - 23 октября 2015 |
| Blood Red Roses - 28 сентября 2018 |